# Paradela (Penacova)
Paradela (auch Paradela da Cortiça) ist eine Ortschaft und ehemalige Gemeinde in Portugal.

## Verwaltung
Paradela war eine Gemeinde (Freguesia) im Kreis (Concelho) von Penacova. Am 30. Juni 2011 hatte die Gemeinde 223 Einwohner auf einer Fläche von 7,5 km².
Die Gemeinde bestand aus folgenden Ortschaften:
- Cortiça
- Paradela
- Quinta da Cortiça
- Sobreira

Im Zuge der kommunalen Neuordnung Portugals am 29. September 2013 wurde die Gemeinde Paradela mit Friúmes zur neuen Gemeinde União das Freguesias de Friúmes e Paradela zusammengeschlossen. Sitz der neuen Gemeinde wurde Friúmes.